# ماتئوس دوم ایزمیرلیان
| enthroned = ۱۹۰۸
| ended = ۱۹۱۰
| church = کلیسای حواری ارمنی
ماتئوس دوم ایزمیرلیان (ارمنی: Մատթէոս Բ. Կոնստանդնուպոլսեցի (Իզմիրլեան)؛ انگلیسی: Matthew II Izmirlian؛ ۲۲ فوریهٔ ۱۸۴۵ – الگو:تاریخ مر) یک کشیش ارمنی‌تبار اهل امپراتوری عثمانی بود. وی بین سال‌های ۱۹۰۸ تا ۱۹۱۰ میلادی جاثلیق کلیسای حواری ارمنی بود.
```
که از تاریخ تا تاریخ سمت 
پاتریارک ارمنی کنستانتینوپل
 را برعهده داشت.
```

## زندگی‌نامه
وی در ۲۲ فوریهٔ ۱۸۴۵ در کنستانتینوپل به دنیا آمد . وی در ۱۱ دسامبر ۱۹۱۰ در سن ۶۵ سالگی در واغارشاپات درگذشت و در کلیسای جامع اچمیادزین به خاک سپرده شد.

## نگارخانه

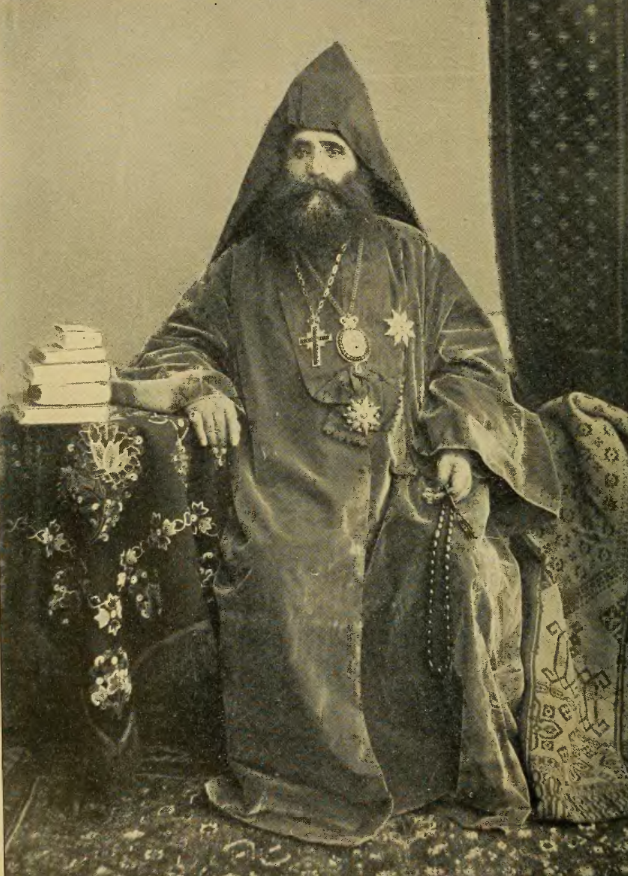
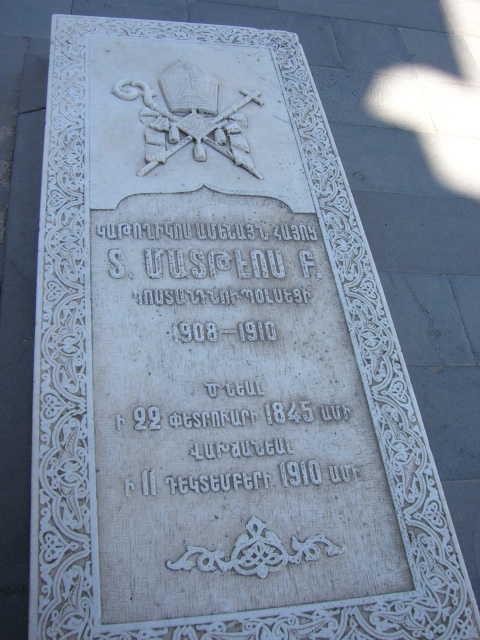
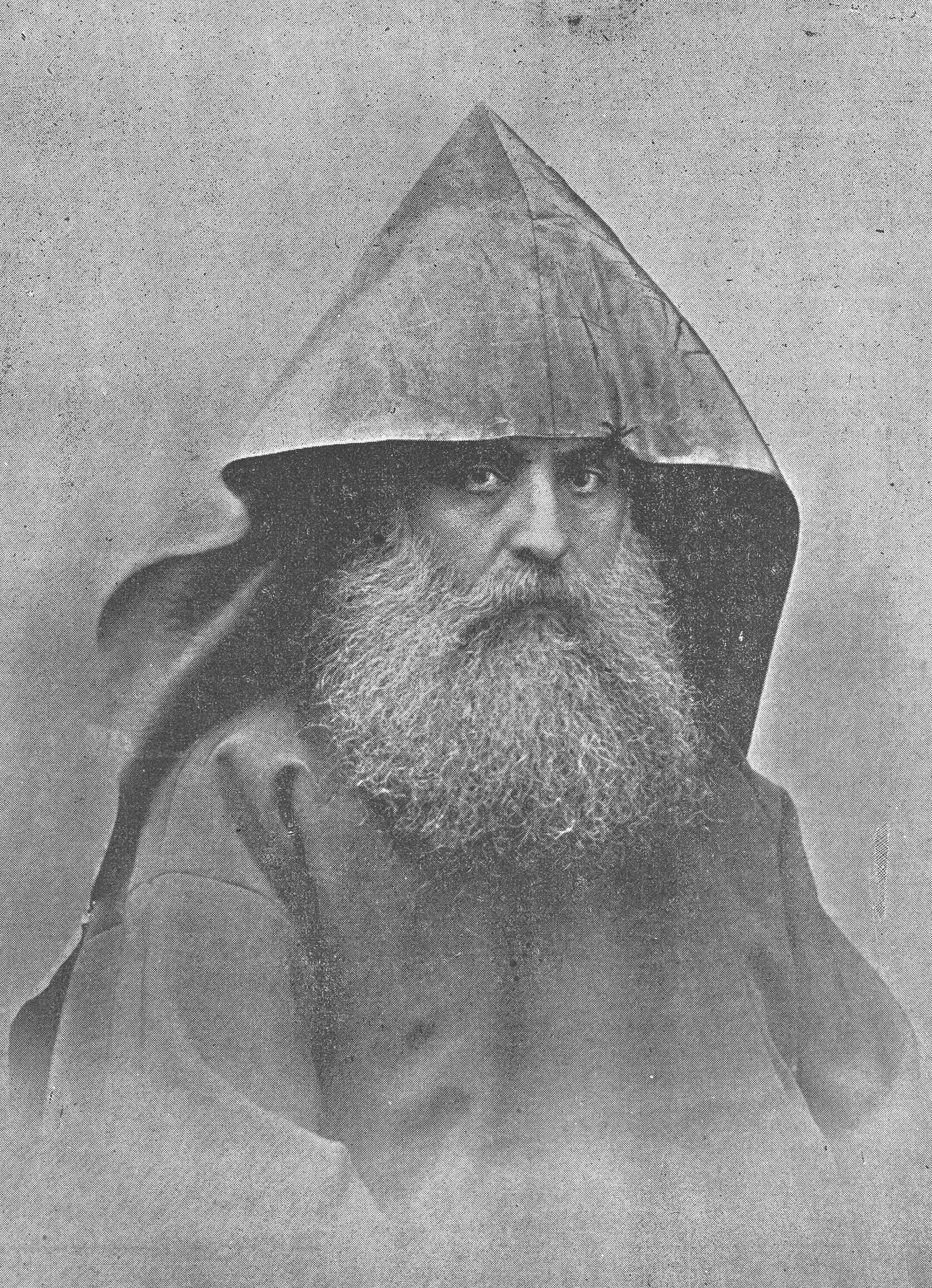